# پیش‌ران

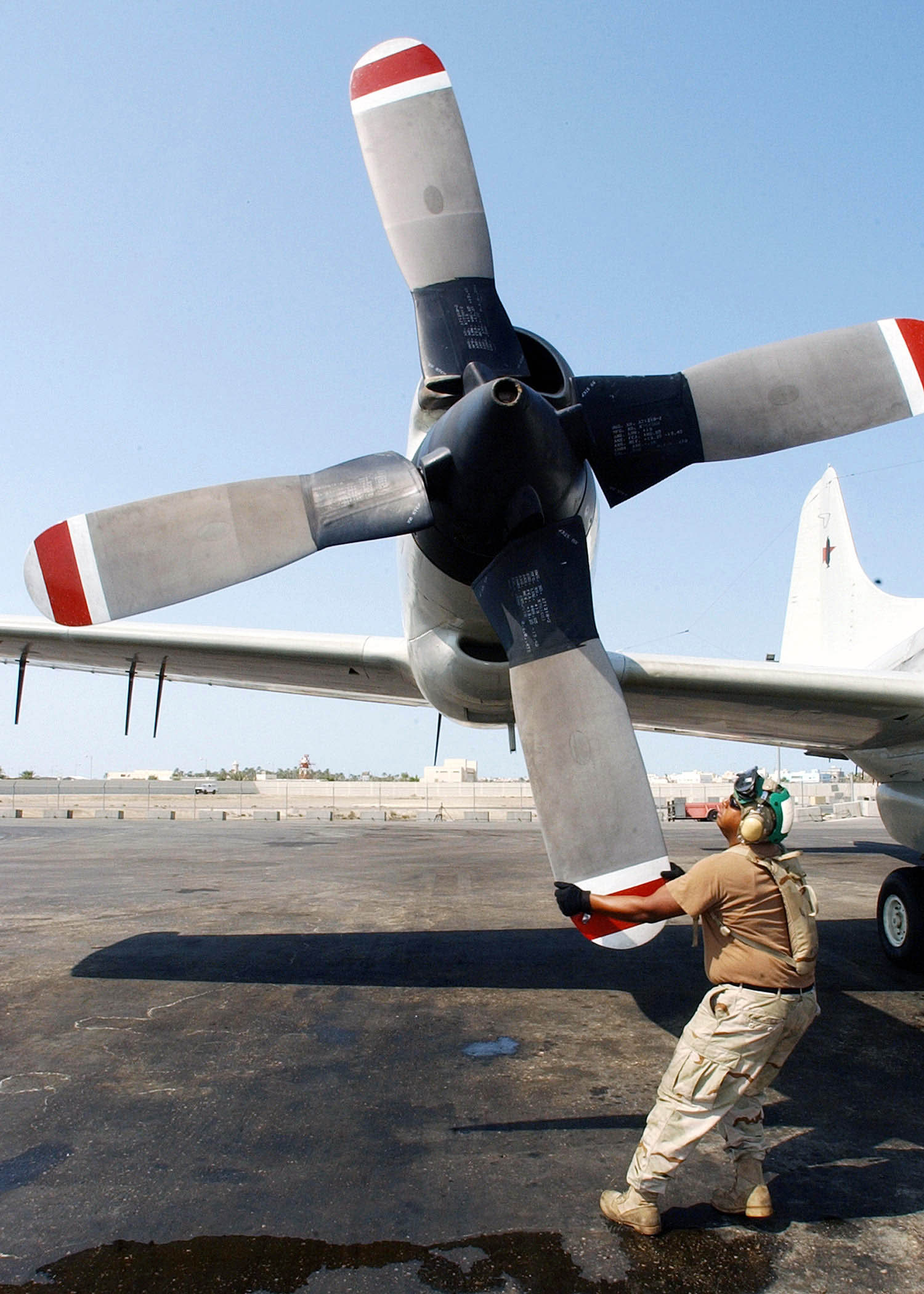
چرخاندن یک پرلاد همیلتون استاندارد مدل ۵۴H۶۰ بر روی موتور چهارم یک هواپیمای پی-۳ اوریون نیروی دریایی آمریکا به عنوان بخشی از وارسی‌های پیش از پرواز.

پرلاد وسیله‌ای است که برای تبدیل نیروی مکانیکی به نیروی رانش در هواگردها و کشتی‌ها استفاده می‌شود.
به پیش‌ران هواگردها پرلاد و به پیش‌ران شناورها پروانه گفته می‌شود.
نیروی رانش لازم از راه به حرکت درآوردن هوا یا آب فراهم می‌شود. یک ملخ از دو یا چند تیغهٔ تاب‌خورده تشکیل می‌شود. وقتی ملخ حول محور خود می‌چرخد، برآر تولید شده توسط این تیغه‌ها در جهت افقی باعث حرکت هواگرد می‌شود.
ملخ‌ها در سامانه‌های پیشرفته، وظیفهٔ تبدیل قدرت چرخشی میل‌لنگ موتور (در موتورهای پیستونی) را به نیروی پیشرانه دارند. این نیرو برابر است با حاصل ضرب جرم هوای به عقب رانده شده به وسیله ملخ در ثانیه و سرعتی که به این جریان هوا داده می‌شود. چنانچه فردی در هنگام سکون هواپیما روی زمین در عقب ملخ در حال چرخش ایستاده باشد این جریان هوا را کاملاً حس می‌نماید.
به‌طور اصولی، پره یک ملخ همانند یک بال کوچک بوده که تولید کنندهٔ نیروی آیرودینامیکی است. این نیروی آیرودینامیکی را می‌توان به یک مؤلفه نیرو در امتداد محور هواپیما (نیروی پیشرانه)، و مؤلفه دیگر در صفحهٔ پره‌های ملخ (نیروی گشتاوری) تجزیه نمود.
پره ملخ از یک سری مقاطع ماهی‌واره شکل تشکیل شده که امکان دارد شکل آن از ریشه تا نوک پره تغییر نماید. ملخ نسبت به هواپیما در حال چرخش است و از این‌رو جریان نسبی عبور داده شده متشکل از مجموع بردارهای سرعت جریان آزاد هواپیما و سرعت چرخشی ملخ است. زاویه بین این سرعت نسبی و صفحهٔ چرخش ملخ به نام زاویهٔ حلزونی معروف است. برای سرعت معین یک هواپیما، این زاویهٔ حلزونی از ریشه تا نوک پره تغییر می‌نماید، زیرا مقاطع نوک ملخ سریعتر از مقاطع ریشه در حال چرخش هستند.

## ملخ‌های هواپیما
ملخ‌های هواپیما را می‌توان به ۸ دستهٔ کلی تقسیم کرد.
۱-ملخ گام ثابت: ملخ به صورت یک تکه ساخته می‌شود، زاویهٔ گام آن ثابت است و معمولاً در انواع دو پره ساخته می‌شود. جنس این نوع ملخ غالباً چوبی یا فلزی می‌باشد. انواع چوبی آن در جنگ جهانی، معمولاً در هواپیماهای شخصی و تجاری استفاده می‌شد. یک ملخ چوبی، از یک بلوک جامد بریده نشده بلکه از تعدادی لایه‌های مجزا ساخته شده که به دقت انتخاب شده‌اند.
امروزه ملخ‌های فلزی کاربرد گسترده‌ای در تمامی انواع هواپیماها دارند که ظاهر آن همانند انواع چوبی آن می‌باشد با این تفاوت که مقطع آن معمولاً باریکتر است.
1. ملخ‌های با گام قابل تنظیم زمینی: در این نوع ملخ‌ها زاویهٔ گام ثابت نیست و می‌تواند تغییر کند اما این تغییرات فقط باید توسط ابزارهایی روی زمین انجام شوند. این ملخ‌ها دارای قسمتی به نام هاب می‌باشند.
2. ملخ دو مکانه: دراین نوع ملخ خلبان می‌تواند زاویه گام را از یک زاویه به یک زاویه دیگر در حین پرواز تغییر دهد.
3. ملخ‌های با گام قابل کنترل: خلبان می‌تواند در حین پرواز یا هنگام کار انداختن موتور، گام ملخ را تغییر دهد. این کار غالباً با یک سیستم هیدرولیکی صورت می‌گیرد.
4. ملخ سرعت ثابت: در این نوع، به وسیله سیستم‌های الکتریکی یا هیدرولیکی، ملخ با سرعت ثابت می‌گردد و موجب می‌شود زاویه حمله به گونه‌ای تغییر کند که سرعت ثابت موتور حفظ گردد. وقتی که توان موتور افزایش می‌یابد، زاویه حملهٔ پره نیز افزایش می‌یابد تا ملخ را مجبور کند تا توان اضافی را جذب کند و دور ثابت بماند.
5. ملخ‌های پر زن: بعضی از ملخ‌ها امکان دارد در حالت پرواز اصطلاحاً پرپر بزنند. بدین معنی که پره‌ها به صورتی می‌چرخند که لبهٔ حملهٔ مقاطع ماهی‌واره در امتداد جریان هوای آزاد قرار می‌گیرند. پرپر زدن معمولاً در حالت سکون انجام می‌پذیرد، زیرا صدمهٔ کمتری به موتور آمده و پسای ملخ‌ها کاهش می‌یابند.
6. ملخ‌های گام معکوس: این ملخ‌ها از انواع ملخهای سرعت ثابت بوده و دارای گام معکوس می‌باشند که به عنوان ترمزهای فرود استفاده می‌شوند.

در این حالت، با چرخش پره به سمت زوایای حمله منفی، نیروی پیشرانهٔ منفی ایجاد می‌گردد.
۸-ملخ‌های کنترل بتا: در این ملخ‌ها تغییر دستی زاویه حمله وجود دارد و در جاهایی که نیاز به کنترل دستی نیروی تراست می‌باشد، استفاده می‌شود.
در یک دسته‌بندی دیگر می‌توان ملخهای هواپیما را به دو نوع ملخ‌های پوشر و ملخ‌های تراکتوری تقسیم کرد. نوع اول در انتهای موتور موتور نصب می‌شود و تراست تولید شدهٔ آن هواپیما را به جلو هل می‌دهد. نوع دوم در جلوی هواپیما نصب می‌شود و هواپیما را با خود می‌کشد.
پره‌های برآزا: در بالگردان، پره چرخنده وسیله‌ای برای تولید نیروی برا می‌باشد. پره‌های روتور (چرخنده) دارای شکل ماهی‌واره بوده و طول آن‌ها بلند و کشیده‌است (نسبت منظری زیاد) تعداد پره‌ها بستگی به عوامل طراحی دارد. به‌طور کلی، برای بالگردان‌های سنگین پره‌های بیشتری استفاده شده تا اینکه نسبت بارگذاری روی هر یک از پره‌ها کاهش یابد.

## پروانه کشتی

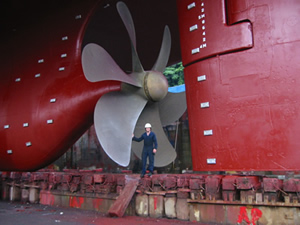
پروانه یک کشتی در ژاپن

وسیله پیش‌ران شناورها بیشتر به صورت یک چرخ‌پره است پروانه نامیده می‌شود. توانی که برای رانش شناور به پروانه منتقل می‌شود و برابر است با توان محور چرخ‌دنده منهای انرژی تلف‌شده در مسیر انتقال، توان پروانه نام دارد. آشفتگی‌ای که براثر حرکت پروانه در پشت شناور در آب ایجاد می‌شود، ردّ پروانه نام دارد. به نسبت سطح گستردهٔ تیغه‌های پروانه به سطح پروانه، نسبت مساحت پروانه گفته می‌شود.
ساختار:
بخش مرکزی سازهٔ پروانه که تیغه‌های پروانه به آن متصل است، توپی نام دارد. هریک از پره‌هایی که به توپی پروانه متصل هستند، تیغهٔ پروانه نام دارند.
بخش انتهایی محور انتقال نیرو از موتور که پروانه به آن متصل است، میل پروانه است. مهرهٔ بزرگی که پروانه را بر روی میل پروانه مهار می‌کند، مهرهٔ پروانه نامیده می‌شود. سرپوشی مخروطی که برای تسهیل جریان آب در اطراف پروانه بر روی مهرهٔ پروانه بسته می‌شود& کلاهک پروانه نام دارد. بخشی متشکل از دو نیم‌مخروط که از آن به‌عنوان کلاهک پروانه استفاده می‌شود و باعث تسهیل حرکت آب در اطراف پروانه می‌شود، آستینهٔ پروانه نام دارد. چارچوبی که دربرگیرندهٔ جایگاه سکان و طاقی پروانه و جایگاه پروانه و پاشنهٔ چرخشی سکان (sole piece) است، قاب پروانه نام دارد.
بخش قوسی‌شکل و فوقانی قاب سکان که بالای فضای پروانه است، طاقی پروانه نام دارد. حفاظ پروانه، شبکه‌ای از لوله‌ها که حریمی گرداگرد پروانه ایجاد می‌کند تا از برخورد پروانه با سازه‌های زیرآبی، ازجمله دیواره‌های اسکله، جلوگیری کند. جایگاه پروانه، بخش پیشین قاب سکان است که محور پروانه از آن عبور می‌کند و پروانه بر روی آن نصب می‌شود.

### گونه‌ها
برخی از گونه‌های پروانه شناورها:
- آسیابی: نوعی پروانه خاص شناورهای رودخانه‌های کم‌عمق که تیغه‌های آن مانند پره‌های آسیاب آبی است و در عقب یا در دو سمت شناور قرار می‌گیرد و معمولاً تنها تا ۴۰ درصد قطر آن در آب فرومی‌رود.
- تونلی: پروانه‌ای که در داخل تونلی فلزی تعبیه و طراحی می‌شود، پروانهٔ تونلی نامیده می‌شود.
- چندتکه: پروانه‌ای که تیغه‌های آن جداگانه ساخته شده‌اند و هر تیغه با برهون (flange) حلقوی خاص خود به توپی پروانه متصل می‌شود.
- دربند: پروانه‌ای که طناب یا سیم یا تور به دور آن تابیده و چرخش آن با اختلال همراه است
- دستی: نوعی پروانه که با دست به چرخش در می‌آید
- پروانهٔ ماهیوار: پروانه‌ای که در ساخت آن علاوه بر رعایت اصول هندسی، اصول آئرودینامیکی نیز رعایت می‌شود
- پروانهٔ یکپارچه: پروانه‌ای که توپی و تیغه‌های آن به‌صورت یکپارچه ریخته و ساخته می‌شوند.
- پروانهٔ حفاظ‌دار: پروانه‌ای که پیرامون آن حفاظی استوانه‌ای تعبیه شده‌است تا از آسیب‌دیدگی تیغه‌های پروانه جلوگیری شود و بازده پروانه نیز افزایش یابد
- پروانهٔ سُرش‌ثابت (unislip): پروانه‌ای که تابیدگی آن از انتهای تیغه‌ها تا نقطهٔ مشخصی در سطح آنها افزایش می‌یابد و از آن نقطه تا نوک تیغه‌ها کاهش می‌یابد
- پروانهٔ راست‌گرد: پروانه‌ای که طراحی آن طوری است که برای حرکت شناور به‌سمت جلو به‌سمت راست می‌گردد
- پروانهٔ چپ‌گرد: پروانه‌ای که طراحی آن طوری است که برای حرکت شناور به‌سمت جلو به‌سمت چپ می‌گردد.